# قشطة دندروم
قشطة دندروم (الاسم العلمي: Monstera  deliciosa)، هو نبات ينتمي إلى قلقاسية (فصيلة: Araceae).

## معرض صور

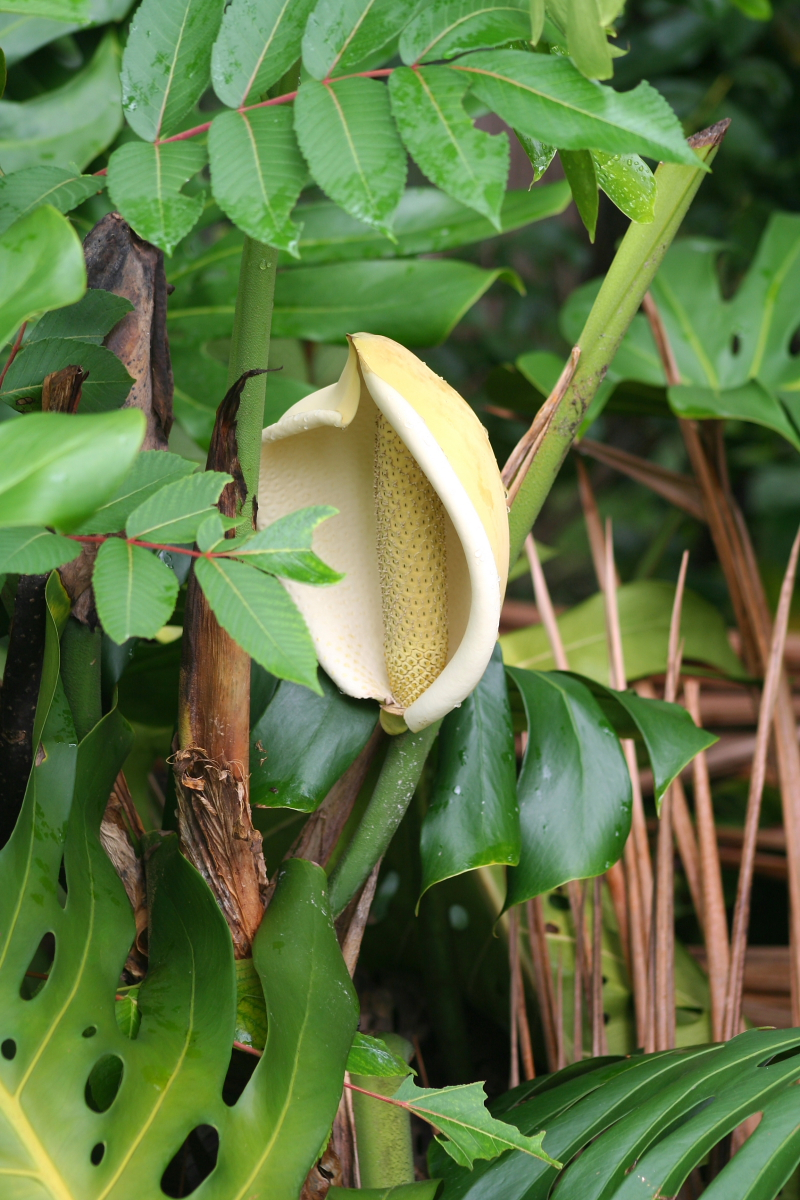
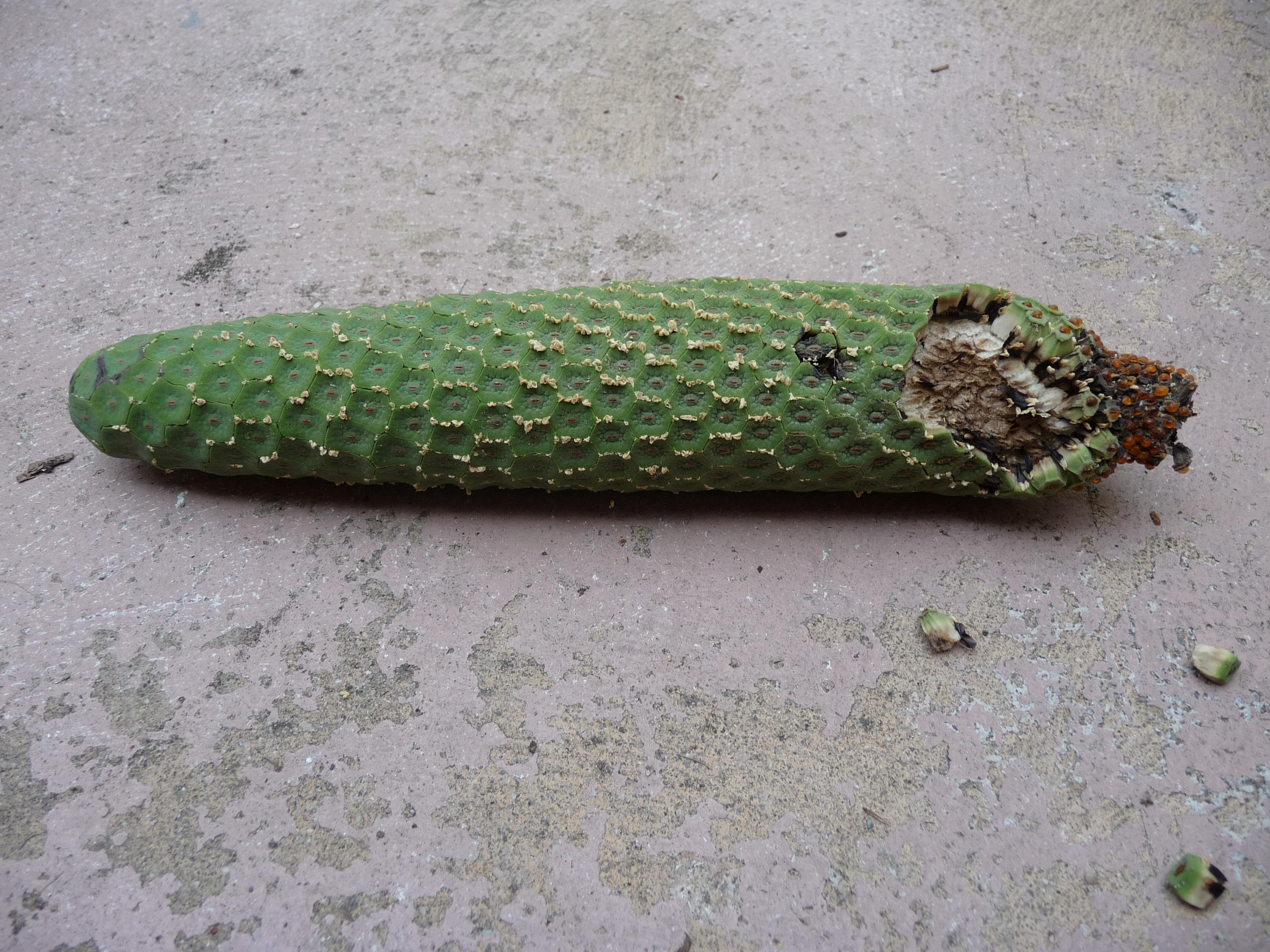
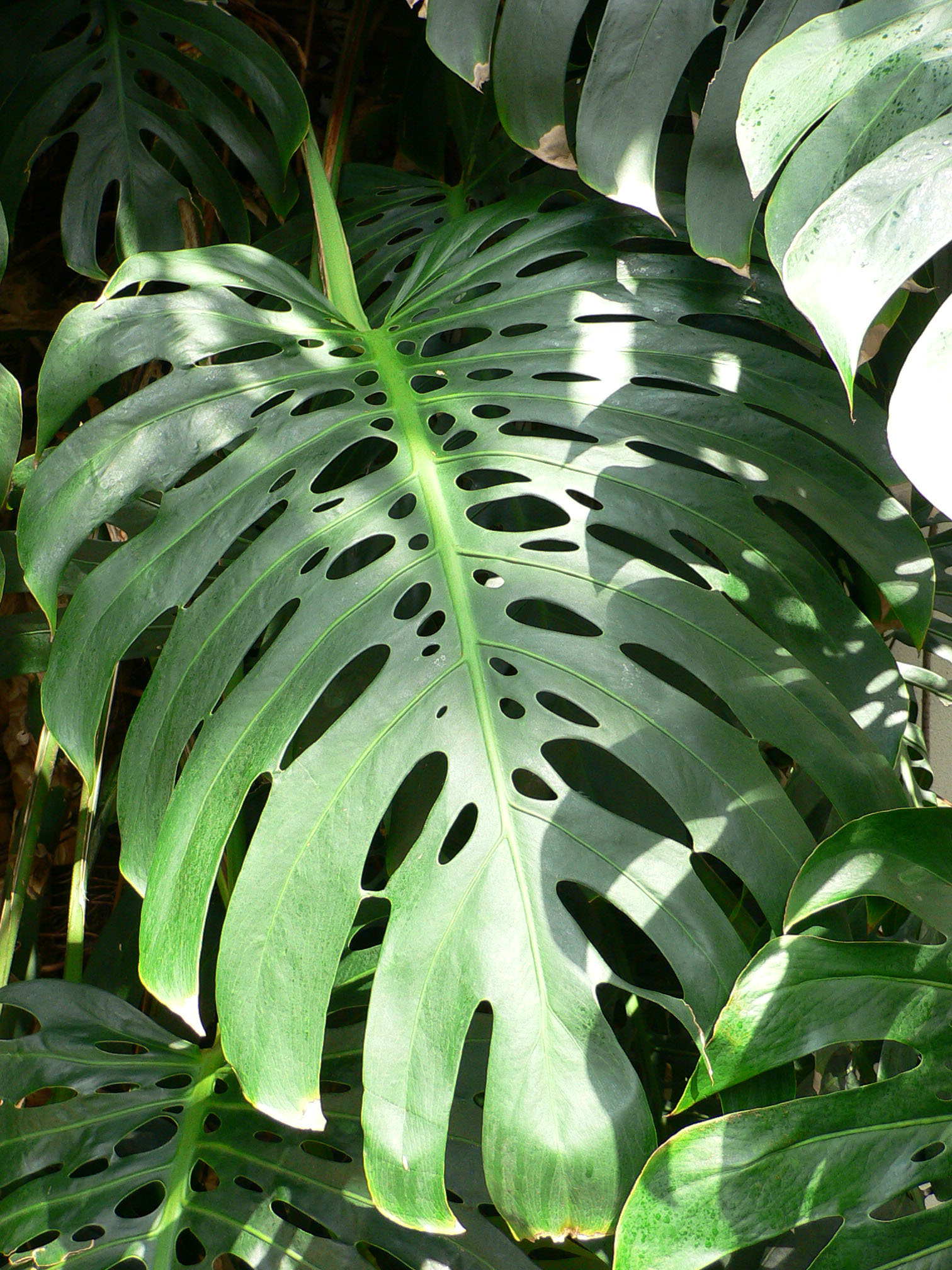
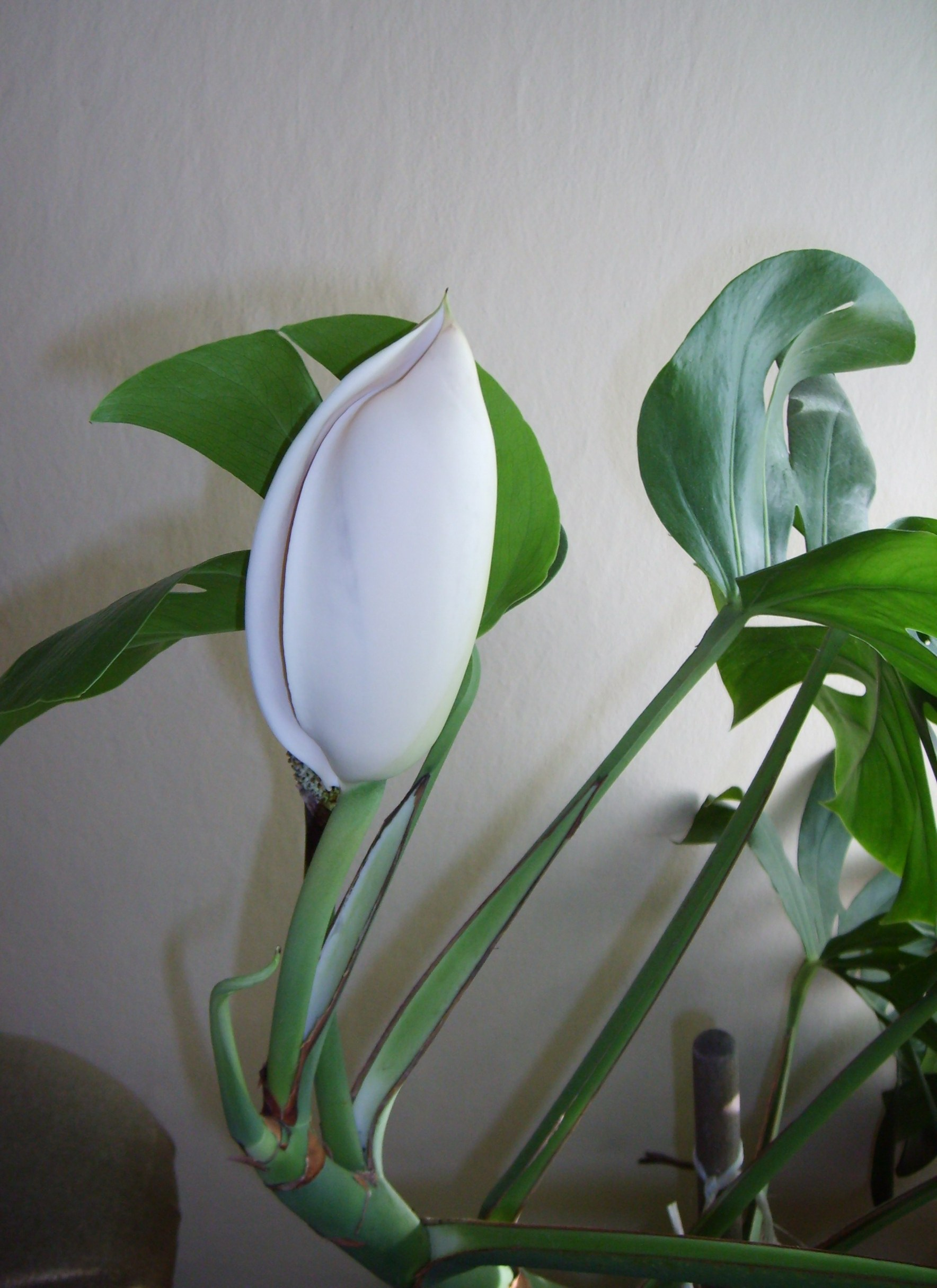
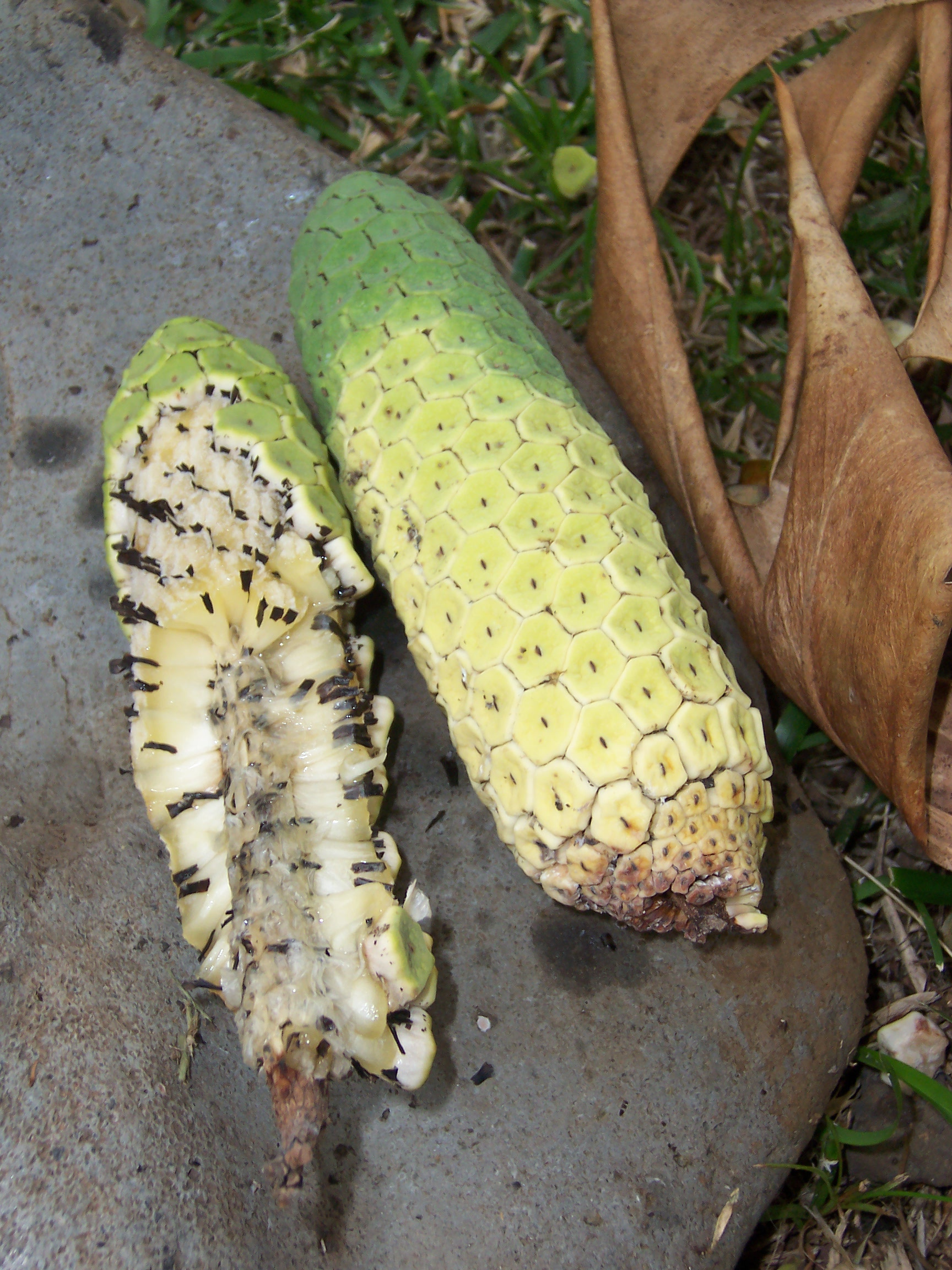